# Copa América 1926
Copa América 1926 – dziesiąte mistrzostwa kontynentu południowoamerykańskiego, odbyły się w dniach 12 października – 3 listopada 1926 roku po raz drugi w Chile. Brazylia zrezygnowała, jednak na turnieju grało pięć zespołów, bo zadebiutowała na nim Boliwia. Grano systemem każdy, z każdym, a o zwycięstwie w turnieju decydowała końcowa tabela.

## Uczestnicy

### Argentyna
| Zawodnik                  | Klub                            |
| ------------------------- | ------------------------------- |
| Ludovico Bidoglio         | Boca Juniors                    |
| Roberto Eugenio Cherro    | Boca Juniors                    |
| Roberto Cochrane          | Tiro Federal Rosario            |
| Silvestre Conti           | Nacional Rosario                |
| Antonio De Miguel         | Tiro Federal Rosario            |
| Benjamín Delgado          | Boca Juniors                    |
| Octavio Juan Díaz         | Rosario Central                 |
| Mario Fortunato           | Boca Juniors                    |
| Ángel Segundo Médici      | Boca Juniors                    |
| Ramón Alfredo Muttis      | Boca Juniors                    |
| Feliciano Perducca        | Boca Alumni Buenos Aires        |
| Gabino Sosa               | Central Córdoba Rosario         |
| Domingo Alberto Tarasconi | Boca Juniors                    |
| Luis Vaccaro              | Argentinos Juniors Buenos Aires |

### Boliwia
| Zawodnik                      | Klub |
| ----------------------------- | ---- |
| Teófilo Aguilar               | ?    |
| Mário Alborta Velasco         | ?    |
| Eliseo Angulo                 | ?    |
| Hernán Araníbar               | ?    |
| Jesús Bermúdez                | ?    |
| José Bustamante               | ?    |
| Casiano José Chavarría        | ?    |
| Diógenes Lara                 | ?    |
| Rafael Méndez                 | ?    |
| Renato Sáinz                  | ?    |
| Carlos Soto                   | ?    |
| Jorge Soto                    | ?    |
| Alberto Urriolagoitía         | ?    |
| Jorge Luis Valderrama         | ?    |
| Trener: Jorge Luis Valderrama |      |

### Chile
| Zawodnik             | Klub                    |
| -------------------- | ----------------------- |
| David Arellano       | CSD Colo-Colo           |
| Roberto Cortés       | Chilex Chuquicamata     |
| Manuel Figueroa      | CD Fernández Vial       |
| Luis García          | Everton Viña del Mar    |
| Tránsito González    | La Cruz Valparaíso      |
| Carlos Hill          | Santiago Wanderers      |
| Víctor Morales       | CSD Colo-Colo           |
| Humberto Moreno      | CSD Colo-Colo           |
| Juan Muñoz           | CD Fernández Vial       |
| Miguel Olguín        | CSD Colo-Colo           |
| Ulises Poirier       | La Cruz Valparaíso      |
| Manuel Ramírez       | The Commercial Santiago |
| Guillermo Saavedra   | Caupolicán Santiago     |
| Francisco Sánchez    | CD Fernández Vial       |
| Guillermo Subiabre   | Santiago Wanderers      |
| Víctor Toro          | 10 de Julio Santiago    |
| Leoncio Veloso       | Badminton Valparaíso    |
| Trener: José Rosetti |                         |

### Paragwaj
| Zawodnik                      | Klub          |
| ----------------------------- | ------------- |
| Bartolomé Brizuela            | Club Nacional |
| Modesto Denis                 | Club Nacional |
| Diógenes Domínguez            | ?             |
| Francisco Duarte              | ?             |
| Manuel Fleitas Solich         | Club Nacional |
| Luis Fretes                   | Club Guaraní  |
| Ildefonso López               | ?             |
| Gaspar Nessi                  | Club Libertad |
| Lino Nessi                    | Club Libertad |
| Ceferino Ramírez              | Club Nacional |
| Pablo Ramírez                 | ?             |
| Manuel Recalde                | Club Libertad |
| Juan Rolón                    | ?             |
| Axel Sirvent                  | Club Olimpia  |
| Luis Vargas Peña              | ?             |
| Trener: Manuel Fleitas Solich |               |

### Urugwaj
| Zawodnik               | Klub                      |
| ---------------------- | ------------------------- |
| José Leandro Andrade   | CA Bella Vista            |
| Fausto Batignani       | Liverpool Montevideo      |
| René Borjas            | Montevideo Wanderers      |
| Pascual Cabrera        | Rampla Juniors            |
| Héctor Castro          | Club Nacional de Football |
| Nicolás Conti          | Montevideo Wanderers      |
| Lorenzo Fernández      | Capurro Montevideo        |
| Alfredo Juan Ghierra   | Universal Montevideo      |
| Abraham Lobos          | Lito Montevideo           |
| Andrés Mazali          | Club Nacional de Football |
| José Nasazzi           | CA Bella Vista            |
| Emilio Recoba          | Club Nacional de Football |
| Angel Romano           | Club Nacional de Football |
| Zoilo Saldombide       | Montevideo Wanderers      |
| Héctor Pedro Scarone   | Club Nacional de Football |
| Domingo Tejera         | Montevideo Wanderers      |
| Santos Urdinarán       | Club Nacional de Football |
| José Vanzzino          | Club Nacional de Football |
| Trener: Ernesto Fígoli |                           |

## Mecze

### Chile–Boliwia
| CHILE – BOLIWIA 7:1 |
| --- |
| 12 października 1926, Santiago, Stadion Sport de Nuñoa (widzów 12 000)                                                              |
| Sędzia: Norberto Luis Gallieri |
| CHILE: Hill – Veloso, Poirier – Sánchez, Saavedra, González – García, Subiabre, Ramírez, Arellano, Moreno                           |
| BOLIWIA: Bermúdez – Chavarría, Lara – J.Soto, Sáinz, Angulo – C.Soto, Méndez, Aguilar, Bustamante, Alborta                          |
| Bramki: Ramírez 10, Subiabre 14, Arellano 15, 41, 80, 84, Moreno 47 – Aguilar                                                       |
| Uwaga: Moreno w 47 minucie zdobył dla Chile gola bezpośrednio z rzutu rożnego – był to pierwszy taki wyczyn w dziejach Copa America |

### Argentyna–Boliwia
| ARGENTYNA – BOLIWIA 5:0 (4:0)                                                                                      |
| --- |
| 16 października 1926, Santiago, Stadion Sport de Nuñoa (widzów 8 000)                                              |
| Sędzia: Aníbal Tejada                                                                                              |
| ARGENTYNA: Díaz – Bidoglio, Muttis – Médici, Vaccaro, Fortunato – Tarasconi, Cherro, Sosa, Delgado, De Miguel      |
| BOLIWIA: Bermúdez – Urriolagoitía, Lara – J.Soto, Sáinz, Valderrama – C.Soto, Méndez, Aguilar, Bustamante, Alborta |
| Bramki: 1:0 Cherro 9, 2:0 Cherro 19, 3:0 Sosa 31, 4:0 Delgado 43, 5:0 De Miguel 74                                 |

### Urugwaj–Chile
| URUGWAJ – CHILE 3:1 (2:0)                                                                                            |
| --- |
| 17 października 1926, Santiago, Stadion Sport de Nuñoa (widzów 13 000)                                               |
| Sędzia: Pedro José Malbrán                                                                                           |
| URUGWAJ: Batignani – Nasazzi, Recoba – Andrade, Fernández, Vanzzino – Urdinarán, Scarone, Borjas, Castro, Saldombide |
| CHILE: Cortés – Veloso, Poirier – Sánchez, Saavedra, González – García, Subiabre, Olguín, Arellano, Moreno           |
| Bramki: 1:0 Borjas 22, 2:0 Castro 32, 3:0 Scarone 55, 3:1 Subiabre 65k                                               |

### Argentyna–Paragwaj
| ARGENTYNA – PARAGWAJ 8:0 (5:0)                                                                                              |
| --- |
| 20 października 1926, Santiago, Stadion Sport de Nuñoa (widzów 3 000)                                                       |
| Sędzia: Francisco Jiménez                                                                                                   |
| ARGENTYNA: Díaz – Bidoglio, Muttis – Médici, Vaccaro, Fortunato – Tarasconi, Cherro, Sosa, Delgado, De Miguel               |
| PARAGWAJ: Recalde – Rolón, Sirvent – Brizuela, Fleitas Solich, L.Nessi – G.Nessi, C.Ramírez, López, Domínguez, Fretes       |
| Bramki: 1:0 Sosa 11, 2:0 Cherro 16, 3:0 Sosa 32, 4:0 Delgado 40, 5:0 Delgado 42, 6:0 De Miguel 52, 7:0 Sosa 59, 8:0 Sosa 87 |

### Paragwaj–Boliwia
| PARAGWAJ – BOLIWIA 6:1                                                                                             |
| --- |
| 23 października 1926, Santiago, Stadion Sport de Nuñoa (widzów 2 000)                                              |
| Sędzia: Aníbal Tejada                                                                                              |
| PARAGWAJ: Denis – Rolón, Sirvent – Duarte, Brizuela, Fleitas Solich – L.Nessi, J.Ramírez, C.Ramírez, López, Fretes |
| BOLIWIA: Bermúdez – Chavarría, Lara – J.Soto, Sáinz, Valderrama – C.Soto, Méndez, Aguilar, Bustamante, Alborta     |
| Bramki: C.Ramírez (2), J.Ramírez (3), López – C.Soto                                                               |

### Urugwaj–Argentyna
| URUGWAJ – ARGENTYNA 2:0 (1:0)                                                                                        |
| --- |
| 24 października 1926, Santiago, Stadion Sport de Nuñoa (widzów 15 000)                                               |
| Sędzia: Miguel Barba                                                                                                 |
| URUGWAJ: Batignani – Nasazzi, Recoba – Andrade, Fernández, Vanzzino – Urdinarán, Scarone, Borjas, Castro, Saldombide |
| ARGENTYNA: Díaz – Bidoglio, Cochrane – Médici, Vaccaro, Conti – Tarasconi, Cherro, Sosa, Delgado, De Miguel          |
| Bramki: 1:0 Borjas 22, 2:0 Castro 73                                                                                 |

### Urugwaj–Boliwia
| URUGWAJ – BOLIWIA 6:0 (4:0)                                                                                          |
| --- |
| 28 października 1926, Santiago, Stadion Sport de Nuñoa (widzów 8 000)                                                |
| Sędzia: Juan Pedro Barbera                                                                                           |
| URUGWAJ: Batignani – Nasazzi, Recoba – Ghierra, Fernández, Vanzzino – Urdinarán, Scarone, Romano, Castro, Saldombide |
| BOLIWIA: Araníbar – Chavarría, Lara – J.Soto, Sáinz, Valderrama – C.Soto, Méndez, Aguilar, Bustamante, Alborta       |
| Bramki: 1:0 Scarone 9, 2:0 Scarone 12, 3:0 Scarone 28, 4:0 Scarone 39, 5:0 Romano 67, 6:0 Scarone 81                 |

### Chile–Argentyna
| CHILE – ARGENTYNA 1:1 (1:1)                                                                                  |
| --- |
| 31 października 1926, Santiago, Stadion Sport de Nuñoa (widzów 8 000)                                        |
| Sędzia: Miguel Barba                                                                                         |
| CHILE: Cortés – Veloso, Poirier – Toro, Saavedra, González – Muńoz, Subiabre, Olguín, Arellano, Ramírez      |
| ARGENTYNA: Díaz – Bidoglio, Muttis – Médici, Vaccaro, Fortunato – Tarasconi, Cherro, Sosa, Delgado, Perducca |
| Bramki: 1:0 Saavedra 25, 1:1 Tarasconi 42                                                                    |

### Urugwaj–Paragwaj
| URUGWAJ – PARAGWAJ 6:1 (3:0) |
| --- |
| 1 listopada 1926, Santiago, Stadion Sport de Nuñoa (widzów 12 000)                                                                  |
| Sędzia: Francisco Jiménez |
| URUGWAJ: Batignani – Nasazzi, Recoba – Andrade, Fernández, Vanzzino – Urdinarán, Scarone, Romano, Castro, Saldombide                |
| PARAGWAJ: Denis – Rolón, Sirvent – Duarte, Brizuela, Fleitas Solich – L.Nessi, Vargas Peńa, C.Ramírez, Domínguez, Fretes            |
| Bramki: 1:0 Castro 16, 2:0 Castro 23, 3:0 Castro 32, 4:0 Saldombide 47 k, 4:1 Fleitas Solich 58 k, 5:1 Castro 72, 6:1 Saldombide 82 |
| Uwaga: W 60 minucie Fleitas Solich z rzutu karnego trafił w poprzeczkę                                                              |

### Chile–Paragwaj
| CHILE – PARAGWAJ 5:1 |
| --- |
| 3 listopada 1926, Santiago, Stadion Sport de Nuñoa (widzów 6 000)                                                       |
| Sędzia: Aníbal Tejada                                                                                                   |
| CHILE: Cortés – Figueroa, Poirier – Morales, Saavedra, González – Moreno, Subiabre, Olguín, Arellano, Ramírez           |
| PARAGWAJ: Denis – Rolón, Sirvent – Duarte, Brizuela, Fleitas Solich – L.Nessi, Vargas Peńa, C.Ramírez, J.Ramírez, López |
| Bramki: Arellano 21, 64, 71, Ramírez 42, 82 – Vargas Peńa                                                               |

## Podsumowanie

### Wyniki
Wszystkie mecze rozgrywano w Santiago na stadionie Sport de Nuñoa
| Chile     | 7 – 1       | Boliwia   |
| Argentyna | 5 – 0 (4-0) | Boliwia   |
| Chile     | 1 – 3 (0-2) | Urugwaj   |
| Argentyna | 8 – 0 (5-0) | Paragwaj  |
| Paragwaj  | 6 – 1       | Boliwia   |
| Urugwaj   | 2 – 0 (1-0) | Argentyna |
| Urugwaj   | 6 – 0 (4-0) | Boliwia   |
| Chile     | 1 – 1 (1-1) | Argentyna |
| Urugwaj   | 6 – 1 (3-0) | Paragwaj  |
| Chile     | 5 – 1       | Paragwaj  |

### Końcowa tabela
| Poz | Klub      | Mecze | Zw | Rem | Por | Pkt | BrZd | BrStr |
| --- | --------- | ----- | -- | --- | --- | --- | ---- | ----- |
| 1   | URUGWAJ   | 4     | 4  | 0   | 0   | 8   | 17   | 2     |
| 2   | ARGENTYNA | 4     | 2  | 1   | 1   | 5   | 14   | 3     |
| 3   | CHILE     | 4     | 2  | 1   | 1   | 5   | 14   | 6     |
| 4   | PARAGWAJ  | 4     | 1  | 0   | 3   | 2   | 8    | 20    |
| 5   | BOLIWIA   | 4     | 0  | 0   | 4   | 0   | 2    | 24    |

Dziesiątym triumfatorem turnieju Copa América został po raz szósty zespół Urugwaju

### Strzelcy bramek
| Gole | Piłkarze                                                                   |
| ---- | -------------------------------------------------------------------------- |
| 7    | Arellano                                                                   |
| 6    | Castro, Scarone                                                            |
| 5    | Sosa                                                                       |
| 4    | Ramírez                                                                    |
| 3    | Cherro, Delgado P.Ramírez                                                  |
| 2    | De Miguel Subiabre C.Ramírez Borjas, Saldombide                            |
| 1    | Tarasconi Aguilar, C.Soto Moreno Fleitas Solich, López, Vargas Peńa Romano |

### Sędziowie
| Mecze | Sędziowie                                                     |
| ----- | ------------------------------------------------------------- |
| 3     | Aníbal Tejada                                                 |
| 2     | Francisco Jiménez Miguel Barba                                |
| 1     | Juan Pedro Barbera, Norberto Luis Gallieri Pedro José Malbrán |